# Бикарюков, Ефим Севастьянович
Ефи́м Севастья́нович Бикарюко́в (Ше́нченко) (1848 — 2 марта (15 марта) 1913) — петербургский архитектор.

## Биография
Родился в Одессе. Незаконнорожденный сын надворного советника Каретникова. До 1874 года носил фамилию матери — Шенченко, затем ему было высочайше разрешено носить фамилию его крестного отца, служившего в одесской больнице помощником лекаря, Алексея Васильева Бикарюкова.
Окончил курс классической гимназии (1871). Поступил на физико-математический факультет Новороссийского университета, но проучившись год отчислился по собственному желанию. Поступил на архитектурное отделение Академии художеств (1872).
Был награждён малой серебряной медалью и удостоен звания классного художника 3-й степени (1879) за проект «Манеж и школа для верховой езды». Получил звание художника 2-й степени (1880) за проект «Городской Думы». Получил звание классного художника 1-й степени (1888).
В первые годы обучения под руководством профессора Д. И. Гримма участвовал в постройке парка 2-го Общества конно-железных дорог на Васильевском острове. Обучаясь, находился «в крайне стеснительных обстоятельствах, не имея ни работы, ни кондиций», направлял прошения в Правление Академии художеств о выдаче единовременных пособий. Работал личным помощником профессора Н. Л. Бенуа (1877—1879) при постройке колокольни, ворот и служб на Римско-Католическом кладбище. Бенуа взял его на работу к себе в городскую управу, где Бикарюков служил многие годы". Работал в качестве помощника у многих разных архитекторов (1880—1890), для которых составлял новые и исполнял по данным ему эскизам проекты, снимал с натуры и исполнял в чертежах строения, проверял и составлял новые сметы, производил оценку домов в Санкт-Петербурге.
Выполнил несколько проектов домов для частных лиц в столице и провинции. Работал в Техническо-строительном комитете МВД, выполнял работы в Главном тюремном управлении. Работал в Конторе по постройке Новороссийской ветви Владикавказской железной дороги (В 1885—1887), занимаясь составлением проектов каменных и деревянных зданий станций и различных гражданских сооружений.
Составил 16 проектов каменных и деревянных зданий при постройке Ярославско-Костромской ветви Московско-Ярославской железной дороги. За проект станции «Нерехта» «удостоился Высочайшей похвалы». Составил проекты гражданских сооружений для Правления Общества Юго-Западных железных дорог.
Работал в Техническом отделении Городской управы (с 1888). Принял участие в планировке и постройке сооружений городской скотобойни, нового типа навесов для скота и перестройке нежилых помещений в жилые, заведения искусственных минеральных вод в Санкт-Петербурге.
По поручению профессора архитектуры А. О. Томишко исполнил для выставки 22 листа чертежей тюрем России. Для архитектора К. Ф. Альтмана — проекты и чертежи по перестройке разных зданий: для Сиротского дома, домов умалишённых и придворного хора. По поручению архитектора А. Р. Гешвенда для театральной выставки в Вене выполнил чертежи театров Александринского, Михайловского, Каменноостровского и здания Дирекции императорских театров.
Член Общества взаимного вспоможения русских художников (с 1895). Начальник чертежной Технического отделения Городской управы (с 1898). В Санкт-Петербурге сохранилось около десяти доходных домов, построенных по проектам Бикарюкова.

## Постройки в Санкт-Петербурге
Известные работы архитектора Е. С. Бикарюкова в Санкт-Петербурге. Указаны современные адреса:
- Доходный дом. Конная ул., 26 (1893)[5]
- Доходный дом. Перекупной пер., 7 (1893)
- Доходный дом. Радищева ул., 30 — Виленский пер., 8 (1893—1894)[6]
- Доходный дом (расширение, надстройка, флигели). Литейный пр., 9 (1894)[7]
- Особняк В. К. Горохова (надстройка). Лиговский пр., 233 (1897)[8]
- Доходный дом (надстройка и расширение). Плуталова ул., 15 (1897—1898)[9]
- Корпус торговых лавок Александрова. Ломоносова ул., 3 (двор) (1898)[10]
- Доходный дом (перестройка и надстройка угловой части). Московский пр., 27 — 2-я Красноармейская ул., 2х (1898)[11]
- Доходный дом. Кропоткина ул., 7 (1898)[12]
- Комплекс доходных домов. Профессора Попова ул., 33 (1898—1899)[13]
- Доходный дом. Блохина ул., 21 (1898—1899)[14]
- Доходный дом (угловая часть). Колпинская ул., 15 — Малый пр. ПС, 48 (1902)[15]
- Доходный дом (включение существовавшего дома). Малая Разночинная ул., 14-16 (1902)[16]
- Доходный дом (включение существовавшего дома). Пионерская ул., 29 (1902)[17]
- Доходный дом. Бармалеева ул., 21 (1903)[18]
- Доходный дом. Мясная ул., 10 (1907)[19]
- Доходный дом. Нарвский пр., 15 (1909)[20]
- Доходный дом. Полозова ул., 21 (1909—1910)[21]
- Доходный дом. Заставская ул., 10 (1912)